# Stephen J. Chamberlin

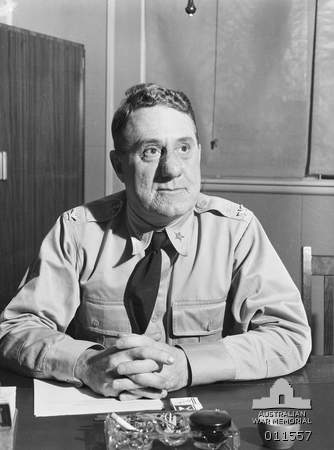
Stephen J. Chamberlin

Stephen Jones Chamberlin (* 23. Dezember 1889 in Spring Hill, Metropolregion Kansas City, Kansas; † 23. Oktober 1971 in Newport Beach, Orange County, Kalifornien) war ein Generalleutnant der United States Army. Er war unter anderem Kommandeur der 5. Armee.
In den Jahren 1908 bis 1912 durchlief Stephen Chamberlin die United States Military Academy in West Point. Nach seiner Graduation wurde er als Leutnant der Infanterie zugeteilt. In der Armee durchlief er anschließend alle Offiziersränge vom Leutnant bis zum Drei-Sterne-General.
Im Lauf seiner militärischen Karriere absolvierte Chamberlin verschiedene Kurse und Schulungen. Dazu gehörten unter anderem das United States Army War College und das Command and General Staff College.
In seinen jüngeren Jahren absolvierte er den für Offiziere in den niederen Rangstufen üblichen Dienst in verschiedenen Einheiten und Standorten in den Vereinigten Staaten. Dazu gehörten auch Aufgaben als Stabsoffizier in verschiedenen Hauptquartieren. Sein erster Stationierungsort war das Presidio in San Francisco. Es folgten Versetzungen nach El Paso an die mexikanische Grenze, wo es damals Spannungen mit dem Nachbarstaat gab, und auf die Philippinen.
Nach dem amerikanischen Eintritt in den Ersten Weltkrieg wurde Chamberlin Stabsoffizier unter David C. Shanks, dem Kommandeur des amerikanischen Ausschiffungshafens (Hoboken Port of Embarkation). Für die dortige gute Zusammenarbeit mit der United States Navy wurde er als einer von nur zwölf Heeresoffizieren mit dem Navy Cross ausgezeichnet. Im September 1918 wurde Chamberlin Stabsoffizier bei der 16. Infanteriedivision.
Anfang der 1920er Jahre war Chamberlin zunächst am Panamakanal und dann an verschiedenen Standorten in den Vereinigten Staaten stationiert. In diese Zeit fiel auch sein Studium am Command and General Staff College. Zwischen 1926 und 1930 war er Stabsoffizier für Infanterieangelegenheiten im Kriegsministerium. Anschließend war er bis 1932 Bataillonskommandeur in einem Infanterieregiment. Nach seinem Studium am Army War College wurde er nach Hawaii versetzt, wo er im Stab der Hawaiian Division in der Abteilung G3 (Operationen) tätig war.
Am 1. August 1935 wurde Stephen Chamberlin zum Oberstleutnant befördert. Im Jahr 1936 wurde er Dozent für Militärwissenschaften an einigen Highschools in Los Angeles. Seit 1938 war er erneut Stabsoffizier im Kriegsministerium. Dort gehörte er bis zum 19. April 1942 der Abteilung G4 (Logistik) an. Nach dem zwischenzeitlichen Eintritt der Vereinigten Staaten in den Zweiten Weltkrieg wurde Chamberlin zunächst nach Australien beordert, wo er im Jahr 1942 in der Abteilung G4 des dortigen amerikanischen Hauptquartiers tätig war. Im weiteren Verlauf wurde er für einige Wochen Stabschef des dortigen Kommandos. Zwischen April 1942 und September 1945 war Stephen Chamberlin Leiter der Abteilung G3 (Operationen) im amerikanischen Hauptquartier für den Bereich des südwestlichen Pazifiks, der von Douglas MacArthur kommandiert wurde. Damit war er an den Planungen der folgenden Feldzüge MacArthurs maßgeblich beteiligt. Anschließend war er bis 1946 zunächst Stabsoffizier und dann kommissarischer Stabschef der amerikanischen Heeresstreitkräfte im Pazifik (US Army Forces Pacific).
Von 1946 bis 1948 leitete Chamberlin die Abteilung G2 (Nachrichtendienste) im Kriegsministerium bzw. ab 1947 im Verteidigungsministerium. Von 1948 bis 1951 hatte er als Nachfolger von Walton Walker das Kommando über die 5. Armee. Im Jahr 1949 war er Vorsitzender einer Kommission, die die Frage der Rassentrennung in der Armee erörterte.
Nachdem Chamberlin sein Kommando an Albert C. Smith übergeben hatte, ging er im September 1951 in den Ruhestand. Anschließend wurde er für einige Jahre ziviler Sicherheitschef beim Arnold Engineering Development Center der United States Air Force auf der Arnold Air Force Base in Tennessee. Er starb am 23. Oktober 1971 in Kalifornien und wurde auf dem amerikanischen Nationalfriedhof Arlington beigesetzt.

## Orden und Auszeichnungen
Stephen Chamberlin erhielt im Lauf seiner militärischen Laufbahn unter anderem folgende Auszeichnungen:
- Navy Cross
- Army Distinguished Service Medal
- Silver Star
- World War I Victory Medal
- American Defense Service Medal
- Asiatic-Pacific Campaign Medal
- World War II Victory Medal
- Army of Occupation Medal
- National Defense Service Medal
- Philippine Liberation Medal (Philippinen)
- Distinguished Service Star (Philippinen)
- Order of the British Empire (Großbritannien)
- Order of Merit (Chile)
- Nil-Orden (Ägypten)
- Kronenorden (Belgien)
- Kriegskreuz (Belgien)
- Orden der Ehrenlegion
- Phönix-Orden (Griechenland)
- Orden von Oranien-Nassau (Niederlande)